# Księżniczka czardasza
Księżniczka czardasza (niem. Die Csárdásfürstin) – operetka Imre Kálmána w trzech aktach z 1915 roku. Premiera miała miejsce w Wiedniu 13 listopada 1915 roku. Libretto zostało napisane przez Leo Steina i Bélę Jenbacha.

## Historia utworu
Po sukcesie debiutanckich Manewrów jesiennych (1909) i Króla skrzypków (1912) Kálmán mógł liczyć na współpracę z najwybitniejszymi librecistami wiedeńskimi. W 1914 roku Leo Stein i Béla Jenbach przedstawili mu libretto osnute wokół miłości syna arystokratycznej rodziny austriackiej zbliżonej do dworu cesarskiego do szansonistki z budapeszteńskiego teatrzyku. Pierwotnie utwór miał nosić tytuł Niech żyje miłość. Kálmán pracował nad muzyką w Bad Ischl, w Willi Różanej, gdzie wcześniej bywali Meyerbeer, Brahms, Lehár. Pracę przerwał mu najpierw wybuch wojny, a później tragiczna śmierć brata Beli. Operetka miała premierę 13 listopada 1915 roku na scenie Johan-Strauss Theater. Była grana przez cały rok 1916 w sumie około 500 razy. Sukces wiedeński pociągnął za sobą tryumf na scenach europejskich, choć już głównie po wojnie: w 1917 roku w Warszawie, w 1921 – w Londynie, w 1930 – w Paryżu i w 1931 – w Berlinie. Operetka była pięciokrotnie filmowana: w 1921 roku w wersji niemej; w 1934 z Marthą Eggerth i Paulem Hörbigerem; w 1944 jako Sylva; w 1951 z Mariką Rökk w roli Sylvii i w 1971 w wersji telewizyjnej z Anną Moffo i René Kollo. W Polsce przed II wojną światową rolę Sylvii śpiewały Olga Orleńska (1917), Lucyna Messal (1920, 1926), Kazimiera Niewiarowska (1922) i Elna Gistedt (1923, 1938). Jako hrabia Boni występowali Józef Redo (1917) i Ludwik Sempoliński (1926), w roli Edwina – Bolesław Mierzejewski (1920).

## Osoby
| Rola                                  | Głos         | Aktor z premiery 13 listopada 1915 |
| ------------------------------------- | ------------ | ---------------------------------- |
| Leopold Maria von Lippert-Weylersheim | rola mówiona | Max Brod                           |
| Anhilda, jego żona                    | alt          | Gusti Macha                        |
| Edwin, ich syn                        | tenor        | Karl Bachmann                      |
| hrabianka Stasi, kuzynka Edwina       | sopran       | Susanne Bachrich                   |
| Boni Kancsianu, hrabia                | tenor        | Josef König                        |
| Sylvia Varescu, księżniczka czardasza | sopran       | Mizzi Günther                      |
| Feri von Kerekes, hrabia              | tenor        | Antal Nyérai                       |
| Rohnsdorf, porucznik                  |              |                                    |
| Miksa, kelner                         |              |                                    |
| Juliska i Aranka, tancerki            |              |                                    |
| Kisz, notariusz                       | rola mówiona |                                    |

## Treść

### Akt I

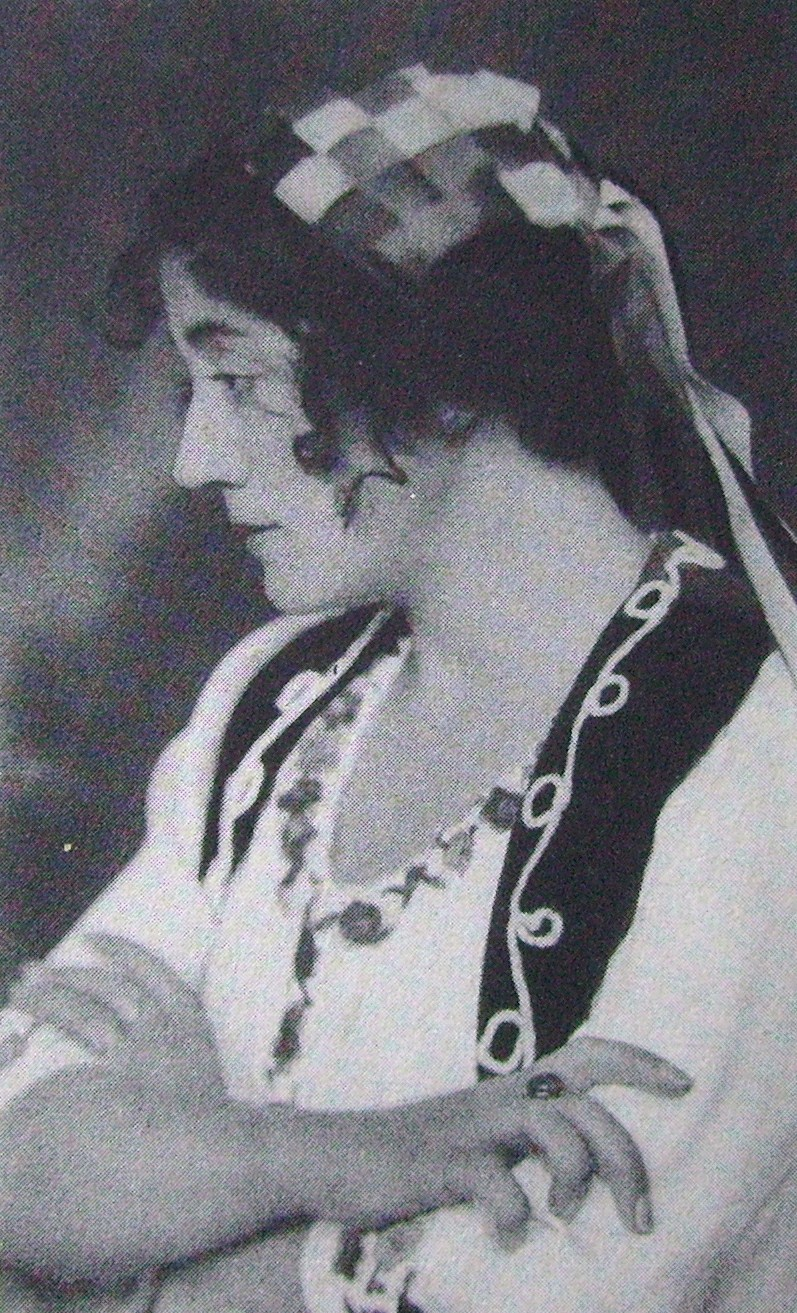
Naima Wifstrand w Księżniczce czardasza

W sali budapeszteńskiego variété „Orfeum” goście czekają na występ Sylvii Varescu, gwiazdy czardasza. Artystka ma wkrótce wyjechać na tourneé do Stanów Zjednoczonych. Występ (Hej, o hej, nieś mnie, nieś! – Heia, heia, in der Bergen) budzi powszechny zachwyt. Hrabia Boni, przyjaciel i opiekun Sylvii wraz z przyjacielem, hrabią Feri, zastanawiają się, jak przyjmie wiadomość o wyjeździe Sylvii młody książę Edwin Lippert-Weylersheim. Oni sami nie traktują kabaretowych gwiazdek zbyt serio. Wiedzą, że artystki, artystki, artystki z variété nie biorą miłości zbyt tragicznie... (duet: Die Mädis vom Chantant). Natomiast Edwin zakochał się w Sylvii do szaleństwa. Ojciec Edwina książę Leopold Maria próbuje wyperswadować synowi związek z aktorką. Ten pozostaje jednak głuchy na ojcowskie depesze. Kocha Sylvię, i nie chce nic poradzić na to, że choć na świecie dziewcząt mnóstwo, usta lgną ku jednym ustom. Sylvia miota się, chce uciec przed jego miłością, którą odwzajemnia, lecz nie ma złudzeń co do jej szczęśliwego zakończenia. Jest przekonana, że rodzice Edwina nie zgodzą się na ślub syna z szansonistką
Do Edwina przybywa z Wiednia porucznik von Rohnsdorf, z rozkazem stawienia się w korpusie. Edwin podporządkowuje się rozkazowi, choć wie że za jego wydaniem stoi ojciec. Rohnsdorf przypomina przy okazji Edwinowi o zawartych przed pięciu laty zaręczynach z hrabianką Stasi. Przed laty nikt nie pytał wprawdzie dzieci o zdanie. W obecnej sytuacji rodzice Edwina nalegają jednak na zawarcie małżeństwa z hrabianką. Edwin prosi o pół godziny zwłoki. Rohnsdorf chcąc skompromitować Edwina przekazuje Boniemu zaproszenie na uroczyste zaręczyny młodego księcia. Tymczasem Edwin, by dowieść Sylvii szczerości swych uczuć, prosi ją o rękę. W obecności notariusza, oświadcza: Ja, Edwin, książę Lippert-Weylersheim, ogłaszam panią Sylvię Varescu swoją prawowitą małżonką i przysięgam wobec świadków ciągu ośmiu tygodni wstąpić z nią w oficjalny związek (Ich, Edwin Ronald). Swoje zobowiązanie wręcza oszołomionej Sylvii i wyjeżdża do Wiednia do korpusu.
Boni, który pilnował pakowania kufrów Sylvii, dowiaduje się, że artystka zostaje w Budapeszcie jako żona Edwina. Wysłuchawszy opowieści o ceremonii zaślubin jest przekonany, że Edwin zażartował sobie z Sylvii, jest bowiem zaręczony z inną. Pokazuje jej otrzymane od Rohnsdorfa zawiadomienie o zaręczynach. Zrozpaczona Sylvia decyduje się na wyjazd do Ameryki.

### Akt II
Dwa miesiące później stary książę Lippert-Weylersheim zamierza podczas balu oficjalnie ogłosić zaręczyny syna z hrabianką Stasi (duet: Tak jak gołąbeczki dwa, żyć ma z żonką mąż – Machen wir’s den Schwalben nach). Edwin uzyskuje u Stasi zgodę na dwutygodniową zwłokę. Telegrafował wiele razy do Ameryki, dokąd wyjechała Sylvia, i chociaż nie otrzymał od niej żadnej odpowiedzi, ciągle ma jednak nadzieję, że odkryje co wywołało pospieszny wyjazd ukochanej. Na bal przybywa hrabia Boni z „żoną”, w którą na jedną noc przedzierzgnęła się Sylvia. Zakochana w Edwinie, uprosiła Boniego, by zgodził się przez jeden wieczór udawać jej męża. Chce na miejscu ostatecznie przekonać się o prawdziwych uczuciach Edwina. Jako hrabina Kancsianu robi wielkie wrażenie na gościach, oczarowuje też starego księcia. Gdy niektórzy goście zwracają uwagę na jej uderzające podobieństwo do pewnej węgierskiej aktorki, sama powtarza, że stale jest mylona z Sylvią Varescu, słynną „księżniczką czardasza”, szansonistką z Budapesztu. Sylvia i Edwin pozostają sami. Nie mogą się jednak porozumieć (duet: Był taki czas, cudowny czas – Weisst du es noch).
Boni natomiast stracił głowę dla Stasi. Jej także spodobał się przystojny i dowcipny hrabia, dziwi ją jednak, że ten, już w kilka dni po ślubie z tak piękną kobietą, zaleca się do niej. Ponieważ Sylvia jest obrażona na Edwina, a on na nią, tańczą tymczasem Boni z Sylvią i Edwin ze Stasi (kwartet: Żonko, żoneczko, słonko, słoneczko – Liebchen, mich reisst es). Ostatecznie jednak Boni wypowiada małżeństwo Sylvii i obie pary wyznają sobie miłość: Boni i Stasi (duet: Bo to jest miłość, ta głupia miłość – Das ist Liebe) oraz Edwin i Sylvia (duet: W rytm walczyka serce śpiewa – kochaj mnie – Tanzen möcht’ich). Edwin chce natychmiast oznajmić ojcu zamiar poślubienia hrabiny Kancsianu. Daje upust swojej radości, dzięki małżeństwu z Bonim Sylvia zdobyła tytuł i nazwisko, jako rozwiedziona hrabina Kancsianu może teraz bez problemu zostać księżną Weylersheim
Sylvia nie wyjaśnia sytuacji. Widzi, że nic się nie zmieniło; jako Sylvia Varescu nadal nie ma szans zostać książęcą małżonką. Zapytany, co by się stało gdyby musiał wyrzec się wszystkiego, odpowiada, że to nie byłoby prawdziwe szczęście. Gdy następuje ogłoszenie zaręczyn Boniego i Stasi, Edmund oznajmia, że pragnie poślubić hrabinę Kancsianu. Ta jednak wyjaśnia, że nie jest hrabiną Kancsianu, lecz księżną Weylersheim i pokazuje staremu księciu zobowiązanie małżeńskie syna. Tego wieczoru mija termin podany w dokumencie przez Edwina. Sylvia zwalnia go z danego słowa i opuszcza pałac.

### Akt III
Sylvia z Bonim wracają do hotelu. Zapłakana i załamana postanawia zerwać ze sceną, mimo że spotkany hrabia Feri gorąco namawia ją, by powróciła do „Orfeum” (Jaj, maman, życie krótkie, żal młodych lat – Nimm, Zigeuner – Jaj mammám). Do hotelu wbiega Edwin, aby policzyć się z Bonim, który powiedział Sylvii o jego zaręczynach ze Stasi i doprowadził do jej wyjazdu do Ameryki. Musi jednak natychmiast się ukryć, ponieważ portier anonsuje przybycie jego ojca. Stary książę przybywa w obawie, że Edwin może sobie zrobić coś złego.
Korzystając z okazji Boni prosi księcia Leopolda o rękę Stasi. Książę, widząc, że hrabianka zakochała się w Bonim i natarczywie domaga się oświadczyn, zgadza się na ślub. Nadal jednak sprzeciwia się mezaliansowi syna. Powraca Feri i opowiada jak to przed laty pragnął poślubić szampańską Hildę z variété w Miszkolcu. Niestety poślubił ją wówczas żupan von Palonay, a gdy owdowiała, ożenił się z nią baron Geza Zentler. Książę poślubił wdowę po baronie Zentlerze, domyśla się więc, że Feri mówił o jego żonie.
W hotelu zjawia się również Księżna i przyznaje, że istotnie śpiewała kiedyś i tańczyła w variété. Książę uznaje więc, że Edwin jest dziedzicznie obciążony i kapituluje. Pozostaje jeszcze pogodzić Sylvię z Edwinem. Podejmuje się tego Boni, który udając rozmowę przez telefon, sugeruje Sylvii, że Edwin zamierza z rozpaczy popełnić samobójstwo. Przerażona Sylvia krzyczy do słuchawki: Kocham cię, dla ciebie tu przyjechałam, bez ciebie żyć nie mogę! Edwin wychodzi z ukrycia i bierze ją w ramiona. W finale wszyscy śpiewają Bez miłości świat nic nie wart – kochaj mnie.

## O operetce
Księżniczka czardasza stanowi największy sukces Kálmána. Jest przy tym jednym z najwybitniejszych dzieł II operetki wiedeńskiej. Do najsłynniejszych przebojów należą duet Edwina i Sylvii: Choć na świecie dziewcząt mnóstwo, duet Boniego i Feriego: Artystki, artystki, artystki z variété, stanowiący motyw przewodni całego utworu i duet Edwina i Sylvii z II aktu: W rytm walczyka serce śpiewa – kochaj mnie, stanowiący odpowiedź Kálmána na Usta milczą, dusza śpiewa z Wesołej wdówki. Operetka budzi podziw melodyczną inwencją Kálmána, łączącą atmosferę wiedeńskich salonów i węgierskich rytmów z nutą zaskakującej melancholii, która pojawia się wraz z wejściem na scenę Sylvii, a potem powraca w pierwszym duecie kochanków, w przejmującym solo Sylvii z finału I aktu: Ja, so ein Teufelsweib, aż po scenę zespołową w III akcie: Jaj, Maman. Podkreśla się zręczność kompozytora w tworzeniu efektownych scen świetnie wpisujących się w akcję. Jej nieprzemijająca wartość zdaniem Bernarda Grüna tkwi jednak w tym, że była również odbiciem epoki i jej społeczeństwa: całej przedwojennej ery, pustego światka nocnych lokali, lowelasów i szansonistek, światka, w którym kochanków i metresy zmieniano wraz z każdym programem, z nocy robiono dzień, wzywano notariusza do café chantant, by urzędowo poświadczył przyrzeczenie małżeństwa, a mimo to meldowano się na służbę w swoim pułku.

## Nagrania
- Rothenberger, Miljakovic, Gedda, Brokmeier, pod. dyr. Mattesa (EMI, 1971)
- Talmar, Wunderlich, Holm, pod dyr. Marszalka (Philips, 1959, przekrój)
- Bolechowska, Kossakowska, Nikodem, Adamczewski (Polskie Nagrania, przekrój)[10]